# رامین قلی‌اف
رامین قلی‌اف (انگلیسی: Ramin Guliyev؛ زادهٔ ۲۲ ژوئن ۱۹۸۱) بازیکن فوتبال اهل جمهوری آذربایجان است.
از باشگاه‌هایی که در آن بازی کرده‌است می‌توان به باشگاه فوتبال باکو، باشگاه فوتبال قبله، باشگاه فوتبال آزال باکو، و باشگاه فوتبال نفتچی باکو اشاره کرد.
وی همچنین در تیم ملی فوتبال جمهوری آذربایجان بازی کرده‌است.